# ديميتري كودينوف
ديميتري كودينوف (بالروسية: Кудинов, Дмитрий Владимирович)‏ هو لاعب كرة قدم روسي في مركز الدفاع، ولد في 25 أغسطس 1985 في موسكو في روسيا. لعب مع أفانجارد كورسك وأنجي محج قلعة وإف سي موسكو وتوربيدو موسكو وشينيك ياروسلافل ولوخ إينيرجيا فلاديفوستوك ونادي ساتورن رامنسكوي ونادي سكا خاباروفسك ونادي ميكا.

## وصلات خارجية
- ديميتري كودينوف على موقع قاعدة بيانات كرة القدم.إي يو (الإنجليزية)
- ديميتري كودينوف على موقع Soccerway.com (الإنجليزية)